# 人間性暴露ゲーム 輪舞曲〜RONDO〜
『人間性暴露ゲーム 輪舞曲〜RONDO〜』（にんげんせいばくろゲーム・ろんど）は、フジテレビで2019年から放送されているゲームバラエティ番組。

## 概要
「英国貴族の婚活パーティ」をテーマに、結婚したい独身とそれを妨害する邪魔者がお互いの正体を探りながら幸せな結婚を目指すオリジナルカードゲームを芸能人5名でプレイする番組。
メインキャストとして指原莉乃が全ゲームに参加し、視聴者向けの実況・解説も指原を中心に展開される。
第3弾放送当日には番組で使用されているカードゲームが発売された。

## 放送回
| 回数                             | 放送年月日     | 放送時間（JST）                | 備考                           |
| -------------------------------- | -------------- | ------------------------------ | ------------------------------ |
| 第1回                            | 2019年10月12日 | 土曜日3:05 - 4:05 （金曜深夜） | 『22世紀計画』内で放送         |
| 第2回                            | 2020年2月15日  | 土曜日1:25 - 2:25 （金曜深夜） | 『フジバラナイト FRI』内で放送 |
| 第3回 「カードゲーム発売記念SP」 | 2020年11月14日 | 土曜日1:55 - 2:55 （金曜深夜） | 『フジバラナイト FRI』内で放送 |
| 第4回 「魔王降臨SP」             | 2021年12月14日 | 水曜日1:55 - 2:55 （火曜深夜） | 『Tナイト』内で放送            |

## ルール
プレイヤー5名と、ゲームの進行を担当する執事1名で行う。
それぞれの席には、AからEまでのアルファベットが割り振られている。

### 初期ルール
配役の時間
ゲーム開始前に各プレイヤーに役職カードが渡される。役職は以下の通り。
- 独身（独身チーム・2人）

婚活パーティで幸せな結婚を目指す独身。
- 既婚者（既婚者チーム・1人）

独身しか参加できないはずの婚活パーティに紛れ込み、独身の心を弄ぼうとする。
- 魔女（既婚者チーム・1人）

世の風紀を乱すために既婚者を操ろうとする。
- 借金王（借金王チーム・1人）

独身の財産を奪おうとする存在。かつて魔女に騙されたため魔女の正体を知っている。第1回では「貧乏人」という名称だった。
それぞれ魔女は既婚者を、借金王は魔女の正体を知ることができ、それ以外の人物については知ることができない。
探り合いの時間
カードを1枚引き、出たテーマに従って自身の結婚観に関するトークを行いつつ、会話のフォローや目線の合図などから各プレイヤーの関係性を探っていく。なお、探り合いのため「トークをしない」のは禁止。番組ではこの間に手元のブロックで各プレイヤーの役職を予想する（分からなければ「?」でも可能）。
借金王あぶり出し
それぞれがカードを1枚引き、当たりのカードを引いたプレイヤーは他のプレイヤーの中から2人を指定。その2人の中に借金王がいるか否かが全員に伝えられる。
番組ではここまでを「前半戦」とし、休憩を兼ねて個別に各プレイヤーの心境や予想を告白する。
イベントカード タレコミ
独身2人にそれぞれ「『〇（各プレイヤーを表すアルファベット）』は既婚者ではない」というカードが、それ以外の3人には白紙のカードが配られる。配られるカードは2枚とも別になる。この情報を元に再びトークを行いお互いの役職を探る。
プロポーズの時間
プロポーズカードを引き、数字が若い順に他のプレイヤーを指名しプロポーズをしていく。最多得票を獲得したプレイヤーに結婚の権利が与えられる。2人が2票同士で並んだ場合は最多得票の2人を除く3人で決選投票を行う。全員が1票同士で並んだ場合は再投票となる。
結婚の儀式
最多得票を得たプレイヤーが自分にプロポーズをしてきたプレイヤーの中から相手を選び結婚を行う。
最終結果
結婚した2人の組み合わせによって勝利チームが決まる。
- 独身同士2人が結婚した場合、幸せな結婚が訪れ独身チームの勝利。
- 独身と既婚者が結婚した場合、偽装結婚となり既婚者チームの勝利。
- 独身と借金王が結婚した場合、借金王に財産を盗られ借金王チームの勝利。
- 独身と魔女が結婚した場合、魔女の正体を明かし魔女狩りに追い込み独身チームの逆転勝利。
- それ以外の組み合わせ（既婚者と魔女・既婚者と借金王・魔女と借金王）の場合、独身に不幸が訪れなかったため独身チームの勝利。

### 魔王降臨
第4回からは「魔女」の代わりに「魔王」が導入されルールの再編が行われた。
配役の時間
役職は以下の通り。
- 独身（独身チーム・2人）
- 既婚者（既婚者チーム・1人）
- 魔王（既婚者チーム・1人）
- 借金王（借金王チーム・1人）

それぞれ魔王は既婚者を、借金王は魔王の正体を知ることができ、それ以外の人物については知ることができない。
探り合いの時間
既婚者あぶり出し
それぞれがカードを1枚引き、当たりのカードを引いたプレイヤーは他のプレイヤーの中から2人を指定。その2人の中に既婚者がいるか否かが全員に伝えられる。
借金王タレコミ
独身2人にそれぞれ「『〇（各プレイヤーを表すアルファベット）』は借金王ではない」というカードが、それ以外の3人には白紙のカードが配られる。配られるカードは2枚とも別になる。この情報を元に再びトークを行いお互いの役職を探る。
配役予想の時間
それぞれ自分が独身であると騙りながら自分が考えた現在の5人の配役の予想を口頭で発表する。
独身投票の時間
カードを引き、数字が若い順に「もう1人の独身」だと思う人物に投票する。最多得票を獲得したプレイヤーにプロポーズの権利が与えられる。2人が2票同士で並んだ場合は最多得票の2人を除く3人で決選投票を行う。全員が1票同士で並んだ場合は再投票となる。
プロポーズの時間
先の独身投票でプロポーズの権利を得たプレイヤーが残る4人の中から結婚したい相手を選ぶ。初期ルールと違い自分に投票した人物だけでなく全員を選ぶことができる。
最終結果
結婚した2人の組み合わせによって勝利チームが決まる。
- 独身同士2人が結婚した場合、幸せな結婚が訪れ独身チームの勝利。
- 独身と既婚者もしくは魔王が結婚した場合、偽装結婚となり既婚者チームの勝利。
- 独身と借金王が結婚した場合、借金王に財産を盗られ借金王チームの勝利。
- それ以外の組み合わせ（既婚者と魔女・既婚者と借金王・魔女と借金王）となった場合、「輪舞曲の主催者が望んでいない」としてニセモノ2人が退場となり、残る3人で改めて結婚相手を選ぶことになる。

## 出演者
メインキャスト
- 指原莉乃

全ゲームに参加。
実況
- 佐野瑞樹（フジテレビアナウンサー）

解説
- 伊集院光

別室からゲームの状況や各プレイヤーの思考について実況・解説を行う。
執事
- 津田寛治（第1回）
- 渡辺和洋（フジテレビアナウンサー）（第2回以降）

ゲームの進行を行う。

## スタッフ
第3回（2020年11月13日放送分）
- ゲーム発案：shinzo
- カードイラスト：原田ちあき
- TP：高瀬義美
- SW：宮崎健司（第1回はCAM、第2回からSW）
- CAM：小出豊（第2回から）
- VE：齋藤雄一
- 音声：松原瑞貴
- 照明：黒井宏行
- メイク：山田かつら
- 美術プロデューサー：副島翔太郎（フジテレビ）
- デザイン：永井達也（フジテレビ）
- アートコーディネーター：椛田学
- 大道具：宮路博貴
- 大道具操作：西村幸也
- アクリル装飾：堀内重彰
- 編集：寺内太郎（第2回は除く）
- MA：川端千尋
- 音響効果：松長芳樹
- 衣装協力：FURFUR、e.m.、R&E
- イラスト協力：中込圭介
- 技術協力：ニユーテレス、fmt、東京オフラインセンター、JUNESEP（JUNE→第2回は除く）
- 協力：VIVIA、T&JERRY（第2回共に制作協力と表記）
- 広報：池田綾子（フジテレビ）
- デスク：古賀美由紀
- TK：松下絵里
- ディレクター：土生拓海（VIVIA、第2回から）、岡本卓真（フジテレビ）
- FD：太田樹
- チーフディレクター：山口哲郎（VIVIA）
- 演出：渡辺修（VIVIA）
- プロデューサー：阿部聡（VIVIA）、田岸宏一（クロスエイト）
- 企画・演出・チーフプロデューサー：木月洋介（フジテレビ）
- 制作：フジテレビ編成制作局制作センター第二制作室
- 制作著作：フジテレビ

### 過去のスタッフ
- 制作統括：浜野貴敏（フジテレビ、第2回まで）
- MA：山岸慎一郎（第1回）、岡崎穣（第2回）
- 衣装協力：LAGUNAMOON、STELLAR HOLLYWOOD、DIANA
- 技術協力：JAPAN MEDIA CREATE（第1回）、ジーリンクスタジオ（第2回）
- FD：岡村弥紀（第1回）
- ディレクター：尾崎敦朗・吉田智・田吹康・土屋翔（以上VIVIA、全員第1回）